# 下山子寮
下山子寮，原寫為下山仔藔，是臺灣臺南市七股區的一個傳統地域名稱，位於該區中西部至西北部。相較於今日行政區，其範圍大致包括三股里北部、龍山里不含東端、中寮里西南半部、鹽埕里不含東北端、西寮里西南部，以及將軍區鯤鯓里西南端。

## 歷史
臺灣日治初期，下山子寮地區為一（舊制）街庄，稱為「下山仔藔庄」，隸屬於蕭壠堡。昔日該庄本島部分北及東北與頂山仔庄為鄰，東邊北側一小段與篤加庄為鄰，其餘以陸地及七股藔溪（今七股溪）與七股藔庄為界，南邊隔七股藔溪與三股仔庄為界。海域部分北邊與口藔庄、山仔腳庄所轄海域為界，西南邊與三股仔庄所轄海域為界，西北邊臨臺灣海峽，近海處有沙洲網仔藔汕。
1901年（日治明治三十四年）11月，全臺廢縣廳改設二十廳，該庄隸屬於鹽水港廳。1903年（明治三十六年）6月，該庄編入「下營區」，隸屬於鹽水港廳。1909年（明治四十二年）10月，合併二十廳為十二廳，下營區改隸屬於臺南廳。1920年（大正九年），全臺地方制度大改正，廢十二廳改設五州二廳，該庄改制並雅化為「下山子寮」大字，隸屬於臺南州北門郡七股庄（新制街庄）。
戰後七股庄改制為七股鄉，隸屬於臺南縣，大字亦改制為村。1950年10月，雲、嘉、南分治，七股鄉仍隸屬於臺南縣。2010年12月25日，臺南縣市合併，七股鄉改制為七股區，隸屬於新成立的直轄市臺南市，村亦改制為里。

## 聚落
本地區發展較早的聚落有下山仔藔、中藔等，在日治期初期的官方地圖上已有記載。此外，本地區尚有沙崙寮、鹽埕、八棟寮、海寮等聚落。

## 交通
省道台61線又稱「西部濱海快速公路」，目前通車路段北起新北市八里區臺北港，南至臺南市七股區九塊厝，經過本地區西部，並在市道176線交會口設有七股交流道。由此可快速前往台灣西部沿海各地。
市道173甲線是北門區蘆竹溝至七股區九塊厝的道路，全線與省道台61線並行，為其兩側平面車道。
市道176號是七股區新山子寮至官田區隆田的道路。
區道南25線是馬沙溝至中寮的道路。
區道南25-1線是頂山至中寮的道路。
區道南25-2線是西寮至新山子寮的道路。
區道南31線是下山至海埔地的道路。
區道南31-1線是海寮至溪南的道路。
區道南34-1線是中寮至篤加南的道路。
區道南38線是海埔地至竹橋的道路。

## 學校
- 龍山國小
- 光復國小